# David Bowie Narrates Prokofiev’s Peter and the Wolf
| Оценки критиков | Оценки критиков |
| Источник        | Оценка          |
| --------------- | --------------- |
| AllMusic        | [ 1 ]           |

David Bowie Narrates Prokofiev’s Peter and the Wolf — музыкальный альбом, основанный на произведении Сергея Прокофьева «Петя и волк». Текст сказки был зачитан рок-музыкантом Дэвидом Боуи, продюсированием записи занимался Джей Дэвид Сакс, музыка была исполнена Филадельфийским оркестром под управлением Юджина Орманди. Боуи записал текст в декабре 1977 года в нью-йоркской студии RCA Studio B после завершения рекламных мероприятий в поддержку своей последней пластинки — “Heroes” (1977). Альбом был выпущен в мае 1978 года на лейбле RCA Red Seal, вторая сторона грампластинки также включала запись «Путеводитель по оркестру для юных слушателей» Бенджамина Бриттена. Альбом достиг 136-го места в американском чарте Billboard Top LPs & Tape. Он получил положительные отзывы критиков и биографов Боуи, отдельной высокой оценки удостоился творческий подход самого музыканта. Впоследствии альбом неоднократно переиздавался.

## История создания
После завершения запланированных промо-мероприятий с целью продвижения альбома «Heroes» в ноябре 1977 года Дэвид Боуи отправился в отпуск в Кению. В декабре он прилетел в Нью-Йорк на студию RCA Studio B, где записал текст рассказчика для грядущей адаптации произведения русского композитора Сергея Прокофьева «Петя и волк». По словам биографа Томаса Джерома Сибрука, Прокофьев написал «Петю и Волка» в 1930-х годах с целью познакомить детей младшего возраста с оркестровой музыкой. Сюжет произведения рассказывает историю мальчика по имени Пётр, который отправляется за пределы сада своего дедушки в надежде встретить волка. Каждое животное представлено отдельным музыкальным инструментом: к примеру, кларнет изображает любимую кошку Пети, а три валторны — волка. Произведение, премьера которого состоялась в Москве в 1936 году, несмотря на тёплый приём оставалось малоизвестным в западном мире, пока Уолт Дисней не создал на её основе короткометражный анимационный фильм в 1946 году.
Проект был не первым в своём роде. Музыкант Леонард Коэн в 1960 году озвучивал версию «Пети и Волка» для Decca Records, а актер Шон Коннери записал свою версию в 1971-м, при поддержке Лондонского Королевского филармонического оркестра. По словам биографа Криса О' Лири, всего было сделано более 400 различных записей музыкальной сказки, так тогдашний соавтор Боуи Брайан Ино появился в версии 1975 года, озвученной Вивианом Стэншоллом. Первоначальной целью боссов лейбла RCA Records были актёры Алек Гиннесс и Питер Устинов, но оба отказались от проекта, в итоге было принято решение нанять самую известную звезду тех лет. Позже Боуи утверждал, что этот проект был рождественским подарком для его сына, Зоуи, которому тогда было семь лет.
Для записи музыки был привлечён Филадельфийский оркестр под управлением Юджина Орманди. Узнав, что текст будет читать Боуи, Орманди отнёсся к этому скептически, а продюсер проекта Джей Дэвид Сакс заявил в 1983 году: «По правде говоря [Юджин] не знал, кто такой Боуи, и когда он узнал, что он рок-звезда, как бы сказать помягче, был немного обеспокоен». Музыка была записана в Храме шотландского обряда 8 октября 1975 года. Оркестр состоял из флейты, гобоя, кларнета, фагота, трёх валторн, трубы, тромбона, литавры, барабан, двух скрипок, альта, виолончеля и контрабаса.
Альбом, озаглавленный David Bowie Narrates Prokofiev’s Peter and the Wolf был выпущен в мае 1978 года на лейбле RCA Red Seal Records под каталожным номером RL-12743/ARL1-2743. Пластинка также включала запись «Путеводитель по оркестру для юных слушателей» английского композитора Бенджамина Бриттена на второй стороне. Ещё одно произведение, в котором для повествования использовалась симфоническая оркестровка. Пластинка достигла 136-го места в американском чарте Billboard Top LPs & Tape, оставаясь в этом хит-параде в течение восьми недель.

## Отзывы критиков
Альбом был тепло принят музыкальными критиками, многие отдельно хвалили творческий вклад Боуи. Так, Стивен Деморест из Rolling Stone счёл участие музыканта «интригующим и великодушным», подытожив обзор словами, что Боуи «нашёл свою самую очаровательную ипостась со времён альбома „Hunky Dory“». Джон Сэвидж из журнала Sounds похвалил альбом, отметив: «Это идеальный вариант, если у вас есть маленький ребёнок и вы хотите сделать ему подарок, а также желаете познакомить его / её с классической музыкой, или если вы сами являетесь «взрослым ребёнком». Он также назвал участие Боуи „любопытным“. Один рецензент, назвавший проект „на удивление освежающим“, заявил: 
В общем, в „Пете и Волке“ найдется что-то для всех. Для поклонников Дэвида Боуи это еще одна успешная демонстрация его открытости новым направлениям. Для любителей симфонической музыки это подборка лёгких композиций в исполнении одного из лучших оркестров мира. А для детей — это дверь в фантастический мир увлекательной музыки.
Джо Вильоне из AllMusic нашёл альбом „очаровательным“, а проделанную Боуи работу „великолепной“, охарактеризовав участие Филадельфийского оркестра как „первоклассное“. В заключение он написал, что это был „замечательный и хорошо продуманный проект“. Положительно оценили проект и биографы Боуи. Николас Пегг отмечал: „Хотя перформанс Боуи не сравним со знаменитой записью Джона Гилгуда, по которой равняют все следующие версии, он обладает неподдельным очарованием. Это законченная работа и увлекательный экспонат того периода, когда среди других его невероятных коллабораций фигурировали такие разноплановые фигуры, как Марк Болан, Бинг Кросби и Марлен Дитрих“. Филадельфийский оркестр отлично с этим справился». Однако он посетовал, что его голос в миксе звучит слишком низко. Марк Шпиц также называл пластинку «очаровательной».
В 1979 году «Петя и волк» получил номинацию в категории «Лучшая запись для детей» на 21-й церемонии премии «Грэмми», в итоге проиграв The Muppet Show, первому альбому состоящему из саундтреков к одноимённому телешоу.

## Список композиций

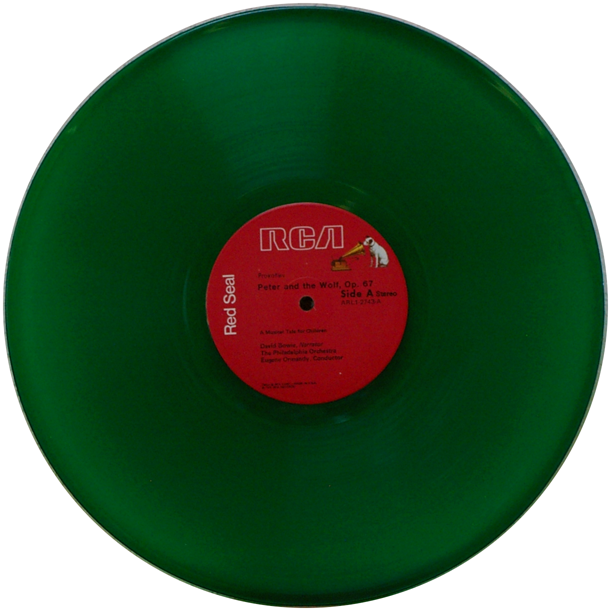
Оригинальное «зелёное» виниловое издание 1978 года

### Первая сторона
1. Peter and the Wolf, Op. 67 (Сергей Прокофьев) – 27:08

### Вторая сторона
1. The Young Person’s Guide to the Orchestra, Op. 34 (Бенджамин Бриттен) – 17:10

Текст читает Хью Даунс, в сопровождении Boston Pops Orchestra. Дирижирует Артур Фидлер.

## История релиза
Оригинальная американская версия грампластинки 1978 года была напечатана на зелёном виниле и включала вкладыш с аннотациями. Более поздние релизы выпускались на стандартном черном виниле. Для американского переиздания альбома на компакт-диска (1992 год) использовалась обновлённая обложка, на которой Боуи был изображен с волчьими ушами.
Альбом неоднократно переиздавался на CD с дополнительными треками и разными обложками (всего было 3 разновидности). Самая последняя версия была выпущена в 2014 году компанией Sony Classical.

## Участники записи
Согласно информации биографа Криса О'Лири:
- Дэвид Боуи – рассказчик
- Philadelphia Orchestra – инструменты
- Юджин Орманди – дирижёр

Технический персонал
- Джей Дэвид Сакс / Макс Уилкокс[англ.] – продюсер
- Пол Гудман – звукорежиссёр
- Дж. Дж. Стельмах – художественный руководитель
- Мэри Кэмпбелл – аннотации к альбому
- Том Келли[англ.] – фотография для обложки

## Чарты
| Чарт (1978)              | Высшая позиция |
| ------------------------ | -------------- |
| Billboard Top LPs & Tape | 136            |